# Redova

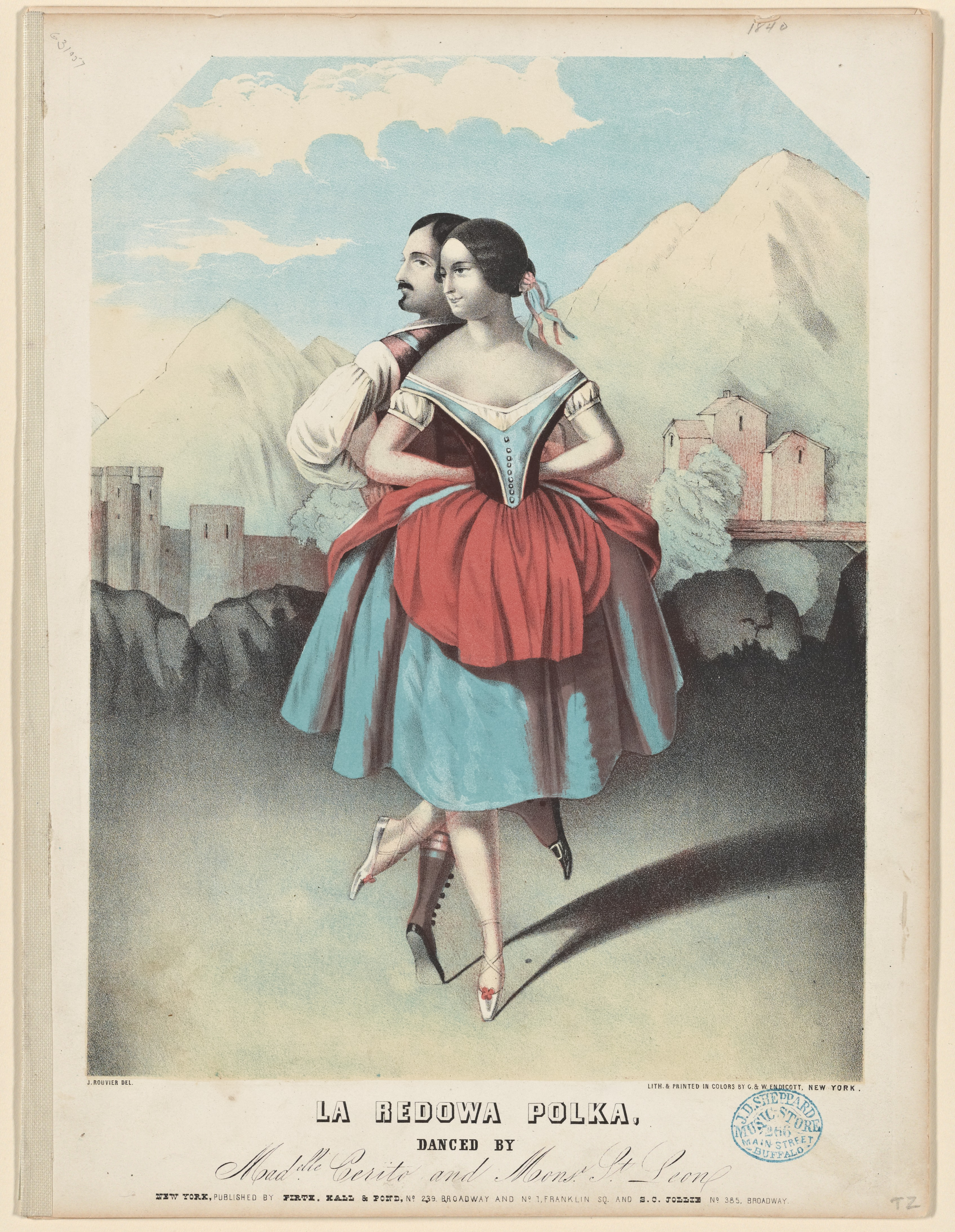
Fanny Cerrito y Arthur Saint Leon bailando la redova. Portada de las partituras de la composición La redowa polka.ca.1845
New York Public Library

La redova es una adaptación inspirada en la de rejdovak. Este bailable popular estuvo en auge en la segunda mitad del siglo XIX. Se puede describir como una combinación de vals y mazurca, el compás es de ¾ y se ejecuta en tiempo moderado y ampuloso. Los movimientos de esta danza se identifican con su majestuosa y precisa armonía, marcando los acentos dinámicos. Una característica del baile es la acentuación dinámica del último tiempo ayudada por el bajo.

## Origen
La Redova es de origen checo, tiene un compás de 3/4 y es de movimientos alegres pero menos movidos que la polka. Su característica es la acentuación en el último tiempo de compás igual que el chotís; la diferencia, como asentamos anteriormente, es que el chotís es binario y la redova ternaria.

## Vestido
El vestido femenino está confeccionado en telas de colores, lisas o cuadradas, y consiste en una blusa con cuello alto, pechera adornada con pasa listón y listón, que va enmarcada con un holán, las mangas son abullonadas con terminación en tubo, adornadas también con pasalistón y listón; en ocasiones se utiliza el encaje o tira bordada. La falda es ancha y está confeccionada en cuchillas con holán al ruedo. El inicio del holán se remarca con pasalistón listón, en la orilla se puede aplicar encaje o tira bordada. Lleva una banda anudada en la cintura que forma un gran moño en la parte de atrás. Utiliza crinolina y calzonera de tela de algodón, que van adornados con pasalistón y listón o con encaje y tira bordada. El pelo se trenza con un moño donde comienza la trenza como único adorno; utiliza arracadas y botas tipo adelita.
El traje masculino consiste en una camisa que puede ser en tela lisa o a cuadros, utiliza pantalón vaquero que se puede combinar de acuerdo al color de la camisa. Porta sombrero de filtro de dos pedradas, cinturón vaquero, piña en el cuello de color de la cabeza de su pareja y calza botines.

## El calabaceado
El baile tradicional del calabaceado surge como respuesta a una necesidad de manifestación artístico-cultural del pueblo en los Estados de Sonora y Baja California. Es una manifestación popular de los vaqueros de la región.
Este baile, anteriormente conocido como baile vaquero, nace al final de los años cincuenta, al ponerse de moda la música norteña, ritmo que permitiría que los vaqueros y la gente del pueblo comenzaran a imitar algunas gracias del ganado, como los broncos giros y patadas a manera de diversión.
El ritmo de baile calabaceado pertenece al género del huapango, mayormente conocido como huapango norteño, baile calabaceado, huarachazo o taconeado. A diferencia de otros bailes regionales de zapateado que cuentan con momentos de descanso, este baile por ser fuerte, explosivo y virtuoso no cuenta con descansos. 
- Sonora Bronco

El nombre de “bronco” se debe a una expresión muy generalizada y usual en todo el Estado de Sonora que hace alusión a los hombres más rudos y de carácter indomable, sobre todo a los vaqueros que habitan en las zonas serranas ganaderas y agrícolas localizadas en los límites con el Estado de Chihuahua, así como las situadas en las zonas de las llanuras costeras y subdesérticas del noroeste.
Como es justo, después de algunas duras jornadas de sus diarias faenas, los rancheros aprovechan muy bien sus días de descanso, divirtiéndose por cualquier motivo, en los llamados "borlotes” o fiestas del pueblo. 
Resulta todo un espectáculo ver bailar a un vaquero o "bronco" sonorense, ya que debido a su actividad sobre el manejo del ganado da lugar a la formación de una asombrosa habilidad para mover los pies; realizando una serie de pisadas enérgicas y complicadas, crea combinaciones de pasos y taconazos cruzados y girados hacia todos lados, mezclados con ágiles saltos, dando lugar al estilo único del sonorense. El acompañamiento musical es el clásico conjunto norteño, cuyos instrumentos básicos son: acordeón, bajo sexto, tololoche (contrabajo) y tarola.

## Vestimenta
Vestimenta para el hombre: pantalón de tela de algodón (mezclilla) muy generalizada en la región. Solo en ocasiones especiales, trajes de corte vaquero y tela como el casimir y gabardina. Se acompaña con camisa del mismo corte con botones de presión y chaleco de piel; chaparreras, sombrero tejano de ala amplia doblada hacia arriba y botas de punta.
Vestimenta para la mujer: vestido de telas vaporosas de algodón, con adornos de encaje rematando en cuello alto. Son de una sola pieza con pasa listones y botonadura al pecho, así como mangas bombachas de los puños a los codos. En este baile se usa botín alto, ya sea de cintas o botonadura, conservando la belleza mestiza con hermosos rasgos europeos e indígenas, toque que distingue a las mujeres de Sonora de las del resto del país.
- Datos: Q3422966
- Multimedia: Redowa / Q3422966